# Hauteville-lès-Dijon
Hauteville-lès-Dijon – miejscowość i gmina we Francji, w regionie Burgundia-Franche-Comté, w departamencie Côte-d’Or.
Według danych na rok 1990 gminę zamieszkiwały 963 osoby, a gęstość zaludnienia wynosiła 107 osób/km² (wśród 2044 gmin Burgundii Hauteville-lès-Dijon plasuje się na 239. miejscu pod względem liczby ludności, natomiast pod względem powierzchni na miejscu 988.).